# Sebaldus Baumann
Sebaldus Baumann (* um 1515 in Nürnberg; † nach 1588) war von 1540 bis 1553 Kreuzkantor in Dresden.
Baumann, der einer angesehenen Nürnberger Handwerkerfamilie entstammte, studierte ab dem Wintersemester 1537 in Wittenberg. 1540 wurde er auf Empfehlung Melanchthons als erster Kantor an die Schule der Dresdner Kreuzkirche berufen, 1551 wurde er Bürger der Stadt Dresden.
Aus seiner Amtszeit ist überliefert, dass Baumann Differenzen mit dem Stadtpfeifer Jakob – vermutlich wegen der Einnahmen aus Auftritten bei Hochzeiten – hatte. Zudem hatte Baumann finanzielle Probleme. Als ihn der Stadtrat 1553 wegen Schulden zur Rede stellte, ließ er seinem Ärger freien Lauf und kam deshalb für drei Tage in Haft.
Wegen Vernachlässigung seiner Dienstpflichten wurde er entlassen, fand aber offenbar bald darauf eine Stelle als Tenorist an der kurfürstlichen Kapelle. 1557 erhielt er erneut eine Auflage, Schulden in Höhe von einhundert Gulden zu erstatten. Es ist wahrscheinlich, dass er wegen Zahlungsunfähigkeit in Haft kam und dadurch seine Stelle einbüßte.
Später wurde er Wirt der Gastwirtschaft Zum Güldenen Löwen. In dieser Eigenschaft wird er 1588 in den Akten des Ratsarchivs der Stadt Dresden letztmals erwähnt.
Von Baumanns Kompositionen sind Messen, Motetten und ein Magnificat überliefert.
| Personendaten    | Personendaten                         |
| ---------------- | ------------------------------------- |
| NAME             | Baumann, Sebaldus                     |
| KURZBESCHREIBUNG | deutscher Kirchenmusiker, Kreuzkantor |
| GEBURTSDATUM     | um 1515                               |
| GEBURTSORT       | Nürnberg                              |
| STERBEDATUM      | nach 1588                             |